# Anolis macrophallus
Anolis macrophallus (великолускатий аноліс) — вид ігуаноподібних ящірок родини анолісових (Dactyloidae). Мешкає в Центральній Америці.

## Поширення і екологія
Великолускаті аноліси мешкають на тихоокеанському узбережжі Гватемали і Сальвадору. Вони живуть в сухих і вологих тропічних і субтропічних лісах, трапляються у вторинних заростях, галерейних лісах, на плантаціях і в садах. Зустрічаються на висоті до 1320 м над рівнем моря. Ведуть напівдеревний спосіб життя, трапляються на землі і в підліску.